# Správní obvod obce s rozšířenou působností Bílovec
Správní obvod obce s rozšířenou působností Bílovec je od 1. ledna 2003 jedním z pěti správních obvodů rozšířené působnosti obcí v okrese Nový Jičín v Moravskoslezském kraji. Čítá 12 obcí.
Města Bílovec a Studénka jsou obcemi s pověřeným obecním úřadem.

## Seznam obcí
Poznámka: Města jsou vyznačena tučně.
- Albrechtičky
- Bílov
- Bílovec
- Bítov
- Bravantice
- Jistebník
- Kujavy
- Pustějov
- Slatina
- Studénka
- Tísek
- Velké Albrechtice

## Obyvatelstvo
| Rok  | Obyv.  | ± %    |
| ---- | ------ | ------ |
| 1869 | 19 125 | —      |
| 1880 | 19 851 | +3,8 % |
| 1890 | 20 306 | +2,3 % |
| 1900 | 21 799 | +7,4 % |
| 1910 | 23 589 | +8,2 % |

| Rok  | Obyv.  | ± %     |
| ---- | ------ | ------- |
| 1921 | 23 131 | −1,9 %  |
| 1930 | 24 442 | +5,7 %  |
| 1950 | 19 126 | −21,7 % |
| 1961 | 22 671 | +18,5 % |
| 1970 | 24 805 | +9,4 %  |

| Rok  | Obyv.  | ± %    |
| ---- | ------ | ------ |
| 1980 | 26 123 | +5,3 % |
| 1991 | 26 067 | −0,2 % |
| 2001 | 25 896 | −0,7 % |
| 2011 | 25 156 | −2,9 % |
| 2021 | 24 738 | −1,7 % |